# Wildschütz (Mockrehna)
Wildschütz ist ein Ortsteil der Gemeinde Mockrehna im Landkreis Nordsachsen (Sachsen).

## Geografie
Der Ort Wildschütz liegt südöstlich des Hauptortes Mockrehna an der Kreisstraße 8983 zwischen den Städten Eilenburg und Torgau. Nördlich des Ortes verlaufen die Bundesstraße 87 und die Bahnstrecke Halle–Cottbus. Von der Siedlungsform her ist Wildschütz ein Straßenangerdorf.

## Geschichte
Wildschütz wurde 1201 erstmals urkundlich erwähnt.
Die heutige Dorfkirche wurde zweiphasig gebaut, der Turm 1863 und das Schiff 1873. Es gab Vorgängerbauten 1680–1771 und eine Kapelle aus Holz, die vor 1648, im Dreißigjährigen Krieg zerstört wurde.
Bis 1971 wurde industriell ein Steinbruch betrieben, dessen Anfänge auf Abbauarbeiten des damaligen Kirchbergs zurückgehen. Der war im Besitz der Kirche, die ihn ab 1862 für den Abbau auch verpachtete.
Am 1. Januar 1999 wurde die Gemeinde Wildschütz nach Mockrehna eingemeindet.

## Sehenswürdigkeiten

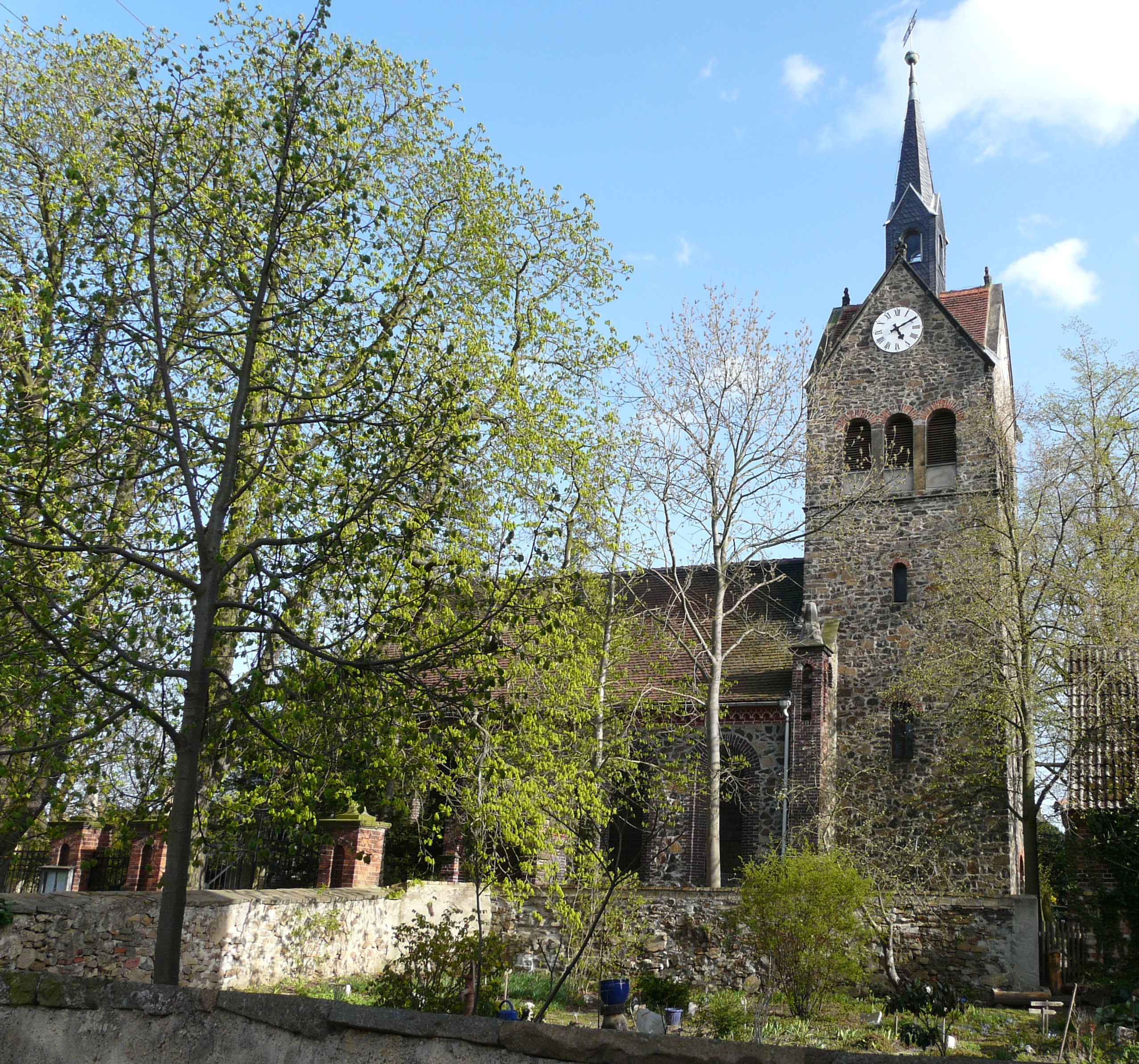
Dorfkirche

- Dorfkirche (* 1873) mit Rühlmann-Orgel von 1908[2]
- Dorfschule (* 1883)[2]
- Heimatmuseum in der alten Schule
- Steinbruch und Steinbruchsee Wildschütz. Der mit 74 m Tiefe[4] zweittiefste See Nord- und Mitteldeutschlands. Der See als ehemaliger Steinbruch als Bergbaugebiet ausgewiesen und darf nur über eine private Tauchschule betreten und betaucht werden. Eine weitere Sehenswürdigkeit ist die Unterwasserstation, welche sich in neun Meter Tiefe befindet.

## Kultur
In Wildschütz gibt es seit 1902 die Freiwillige Feuerwehr Wildschütz, seit 1975 einen Sportverein und seit 1993 einen Heimatverein. Jährlich im Juni findet das Lindenfest als Dorffest statt.